# استفانو دیکوانزو
استفانو دیکوانزو (انگلیسی: Stefano Dicuonzo؛ زادهٔ ۱۹ سپتامبر ۱۹۸۵) بازیکن فوتبال اهل ایتالیا است.
از باشگاه‌هایی که در آن بازی کرده‌است می‌توان به باشگاه فوتبال یوونتوس، باشگاه فوتبال ارورا پرو پاتریا ۱۹۱۹، باشگاه فوتبال بنونتو، باشگاه فوتبال پیزا، و باشگاه فوتبال یووه استابیا اشاره کرد.